# Mike Fitzgerald
Pour les articles homonymes, voir Mike Fitzgerald (baseball) et Fitzgerald.
Mike Fitzgerald (né en 1948) est un auteur américain de jeux de société. Il habite à côté de New York.

## Ludographie

### Seul auteur
- Wyvern, 1994, U.S. Games Systems
- Charlie Brown Plays Baseball, 1995, U.S. Games Systems
- Mystery Rummy 1 : Jack the Ripper, 1998, U.S. Games Systems
- Mystery Rummy 2 : Murders in the Rue Morgue, 1999, U.S. Games Systems
- Mystery Rummy 3 : Jekyll & Hyde, 2000, U.S. Games Systems
- X-Men Trading Card Game, 2000, Wizards of the Coast
- Mystery Rummy 4 : Al Capone, 2003, U.S. Games Systems

### AvecRichard Borg
- Wyatt Earp (Mort ou Vif), 2001, Asmodée / Alea

### AvecBryan KaelinetJim Kaelin
- Alienz, 2004, U.S. Games Systems